# Reserva natural de Napahai
La Reserva natural de Napahai, también conocida como Reserva natural del lago Napa (hai significa lago) se encuentra en el condado de Shangri-La, a 8 km al noroeste de la ciudad del mismo nombre, en la provincia de Yunnan, en China. La reserva se creó en 1984, con un área de 660 km² a una altitud media de 3266 m. En 2004, una parte de la reserva de 20,83 km² fue declarada sitio Ramsar.

## Características
El lago Napa, o Napahai, se conoce también como Napatso en tibetano, que signidica, 'el lago detrás del bosque'. Se trata de un lago estacional, que sirve de hábitat invernal para diversas especies protegidas, entre ellas, la grulla cuellinegra y el ánsar indio.
La mayor parte del área es un humedal pantanoso que se seca desde fines del otoño hasta el invierno, pero desde la primavera hasta el verano, el área vuelve a convertirse en un extenso humedal que atrae innumerables bandadas de pájaros, como el ánsar indio, el ánade real, el buitre del Himalaya, la garceta y el pigargo europeo. En época seca, de septiembre a marzo, inverna aquí la grulla cuellinegra. Al llegar el otoño y secarse el lago, aparecen extensos prados en los que pastan yaks y caballos.

#### El lago Napa
Napahai se encuentra a 3270 m de altitud y tiene una extensión de unos 23 km², aunque varía mucho con la estación del año. se encuentra a 8 km al sudoeste de Shangri-La. Está rodeado en tres de sus caras por montañas que quedan cubiertas de nieve en invierno y primavera. Hay una docena de ríos que serpentean por los pastizales que rodean el lago, que en época seca se reduce a unos 5 km². En época de lluvias, el lago desagua en el río Jinsha a través de nueve cuevas que hay en una de las montañas, al norte.

## Sitio Ramsar
En 2004, se declara sitio Ramsar una zona de 20,83 km² que comprende prados, aguas del lago, turberas y bosques de los alrededores a unos 3260 m de altitud. El lago drena a través de cuevas kársticas en el río Jinsha. Es un sitio de invernada importante y un punto de parada para numerosas aves invernantes, que alberga a más de 70 000 aves al año y a más del 1 % de la población de la vulnerable grulla cuellinegra. La región es económicamente muy pobre, pero en los últimos años el turismo y la observación de aves han traído importantes beneficios económicos y sociales, y se cree que el ecoturismo basado en la conservación beneficiará la protección del ecosistema. El pastoreo excesivo y la tala en los alrededores se consideran amenazas potenciales. Desde 2008, se restauraron 674 ha de vegetación en los prados y áreas de aguas poco profundas mediante la estabilización de los niveles de agua. La administración de la reserva ha involucrado a la comunidad local en la conservación del sitio al enseñar a los aldeanos cómo observar aves e identificar plantas raras.